# Cox (Haute-Garonne)
Cox (okzitanisch: Còths) ist eine französische Gemeinde mit 365 Einwohnern (Stand: 1. Januar 2022) im Département Haute-Garonne in der Region Okzitanien (vor 2016 Midi-Pyrénées). Sie gehört zum Arrondissement Toulouse und zum Kanton Léguevin. Die Einwohner werden Coxéens und Coxéennes genannt.

## Geographie
Cox liegt etwa 37 Kilometer nordwestlich von Toulouse. Hier entspringt die Nadesse, ein Nebenfluss der Garonne. Umgeben wird Cox von den Nachbargemeinden Brignemont im Westen und Norden, Lagraulet-Saint-Nicolas im Norden und Nordosten, Puysségur im Osten sowie Laréole im Süden und Südwesten.

## Bevölkerungsentwicklung
| Jahr                       | 1962 | 1968 | 1975 | 1982 | 1990 | 1999 | 2010 | 2020 |
| Einwohner                  | 243  | 236  | 224  | 214  | 237  | 267  | 342  | 366  |
| Quellen: Cassini und INSEE |      |      |      |      |      |      |      |      |

## Sehenswürdigkeiten
- Ehemalige Kirche Saint-Pierre
- Ehemalige Töpferei Laballe, heute Museum, erbaut Mitte des 19. Jahrhunderts, seit 2005 als Monument historique klassifiziert

Siehe auch: Liste der Monuments historiques in Cox (Haute-Garonne)